# Chủ nghĩa khắc kỷ

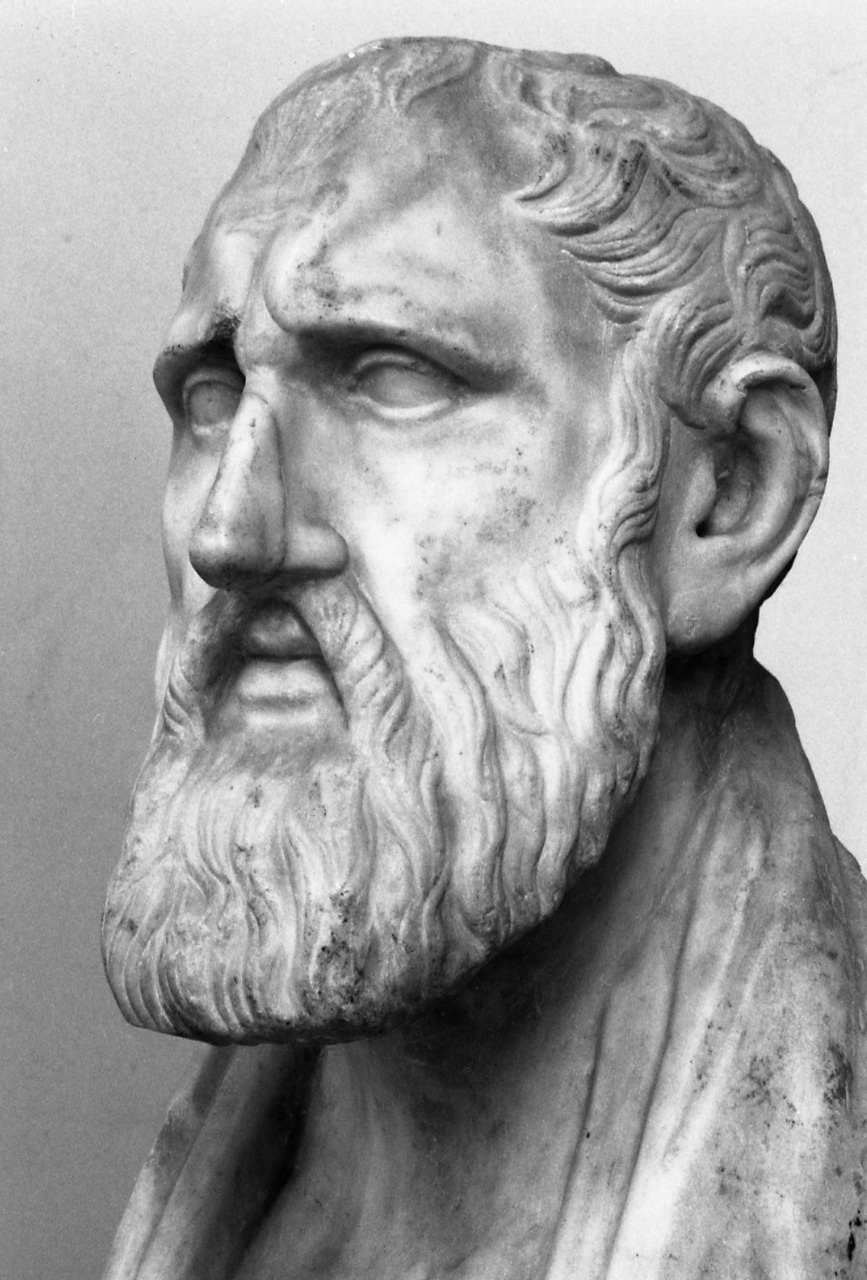
Tượng Zeno thành Citium, người sáng lập Chủ nghĩa Khắc kỷ

Chủ nghĩa khắc kỷ (hay chủ nghĩa stoic/stoa, tiếng Hy Lạp: Στωικισμός, tiếng Latinh: Stoicismus) là một trường phái triết học Hy Lạp cổ đại do Zeno thành Citium sáng lập ra tại Athens vào đầu thế kỷ thứ 3 Trước Công Nguyên. Chủ nghĩa khắc kỷ là một nhánh triết học về đạo đức con người, thứ được tạo ra bằng logic và cách mà con người nhìn nhận bản chất thế giới.
Chủ nghĩa khắc kỷ cho rằng vì con người là  một sinh vật thuộc về xã hội, nên con đường đi tới eudaimonia (hạnh phúc) của chúng ta sẽ được tìm ra thông qua việc chấp nhận việc mọi thứ đang diễn ra, không cho phép bản thân bị kiểm soát bởi những khao khát được thỏa mãn hoặc sợ hãi trước những đớn đau, thông qua việc sử dụng trí óc của mình để hiểu thế giới này và làm những phần việc mình cần làm để đóng góp cho kế hoạch mà tự nhiên đã vạch ra sẵn, và thông qua việc cùng làm việc, đối xử với những người khác một cách công bằng, bất thiên vị.
Những con người Stoic được biết đến nhiều nhất qua những lời răn dạy rằng "đức hạnh là điều tốt đẹp duy nhất" đối với con người, và rằng những thứ xung quanh ta, ví dụ như sức khỏe, tiền bạc và niềm vui, về bản chất không xấu cũng chẳng tốt (adiaphora), nhưng chúng có giá trị là "điều quan trọng để đức hạnh hành động". Bên cạnh đạo đức Aristoteles, những nguyên tắc của khắc kỷ cũng đã tạo nên trong những cách tiếp cận nền tảng có giá trị lớn lao tạo nên luân lý luận đức hạnh của phương Tây. Con người khắc kỷ còn cho rằng những cảm xúc nhất định của chúng ta bị tổn thương là do sai lầm trong việc phán xét các vấn đề, và họ tin rằng con người nên hướng tới việc duy trì ý chí (gọi là prohairesis) sao cho "hòa hợp với tự nhiên". Chính lý do này, những người theo chủ nghĩa khắc kỷ tin rằng dấu hiệu rõ ràng nhất về triết lý của mỗi cá nhân sẽ được bộc lộ, không phải thông qua lời họ nói, mà thông qua cách họ cư xử. Để có một cuộc sống tốt đẹp, con người phải hiểu được những quy tắc của trật tự tự nhiên bởi lẽ chủ nghĩa khắc kỷ tin rằng tự nhiên chính là gốc rễ của mọi điều.
Nhiều con người khắc kỷ, như Seneca và Epictetus, nhấn mạnh rằng, bởi "có đức hạnh là đã đủ hạnh phúc", nên một nhà hiền triết sẽ trở nên vô cùng kiên cường về mặt cảm xúc trước những bất hạnh. Niềm tin này có ý nghĩa tương tự với cụm từ "bình tĩnh khắc kỷ", dù vậy thì cụm từ này không bao hàm quan điểm đạo đức cơ bản của khắc kỷ cho rằng chỉ có một nhà hiền triết mới thực sự được tự do, và tất cả các suy đồi đạo đức đều xấu xa như nhau.
Từ khi hình thành, các học thuyết khắc kỷ đã dần trở nên rất phổ biến trong xã hội Hy Lạp và La Mã cho đến thế kỷ thứ 3 Công Nguyên, một trong số những người nổi tiếng nhất theo trường phái này vào lúc đó là hoàng đế Marcus Aurelius. Chủ nghĩa khắc kỷ với vị thế là trường phái triết học riêng biệt dần suy giảm sau khi Kitô giáo trở thành quốc giáo vào thế kỷ 4 CN.
Mặt khác, một số ý niệm của chủ nghĩa khắc kỷ lại được tích hợp vào Kitô giáo từ thuở sơ khởi. Sau này triết học khắc kỷ cũng có một số giai đoạn phát triển trở lại, đáng chú ý nhất là trong thời kỳ Phục hưng (chủ nghĩa tân khắc kỷ) và trong thời đại ngày nay (chủ nghĩa khắc kỷ hiện đại).